# Campionato Primavera 1969-1970
Il Campionato Primavera 1969-1970 è la 8ª edizione del Campionato Primavera. Il detentore del trofeo è l'Inter.
La squadra vincitrice del torneo è stato il Torino che guidato da Oberdan Ussello si è aggiudicato il titolo di campione nazionale per la terza volta nella sua storia; tra i giocatori si mette in luce Paolino Pulici.
Questa è la prima stagione che la Lega Nazionale Professionisti non disgiunge le finali in Serie A e Serie B, ma inserisce tutte le squadre partecipanti in una categoria unica attribuendo un unico titolo.